# PSL 대학교

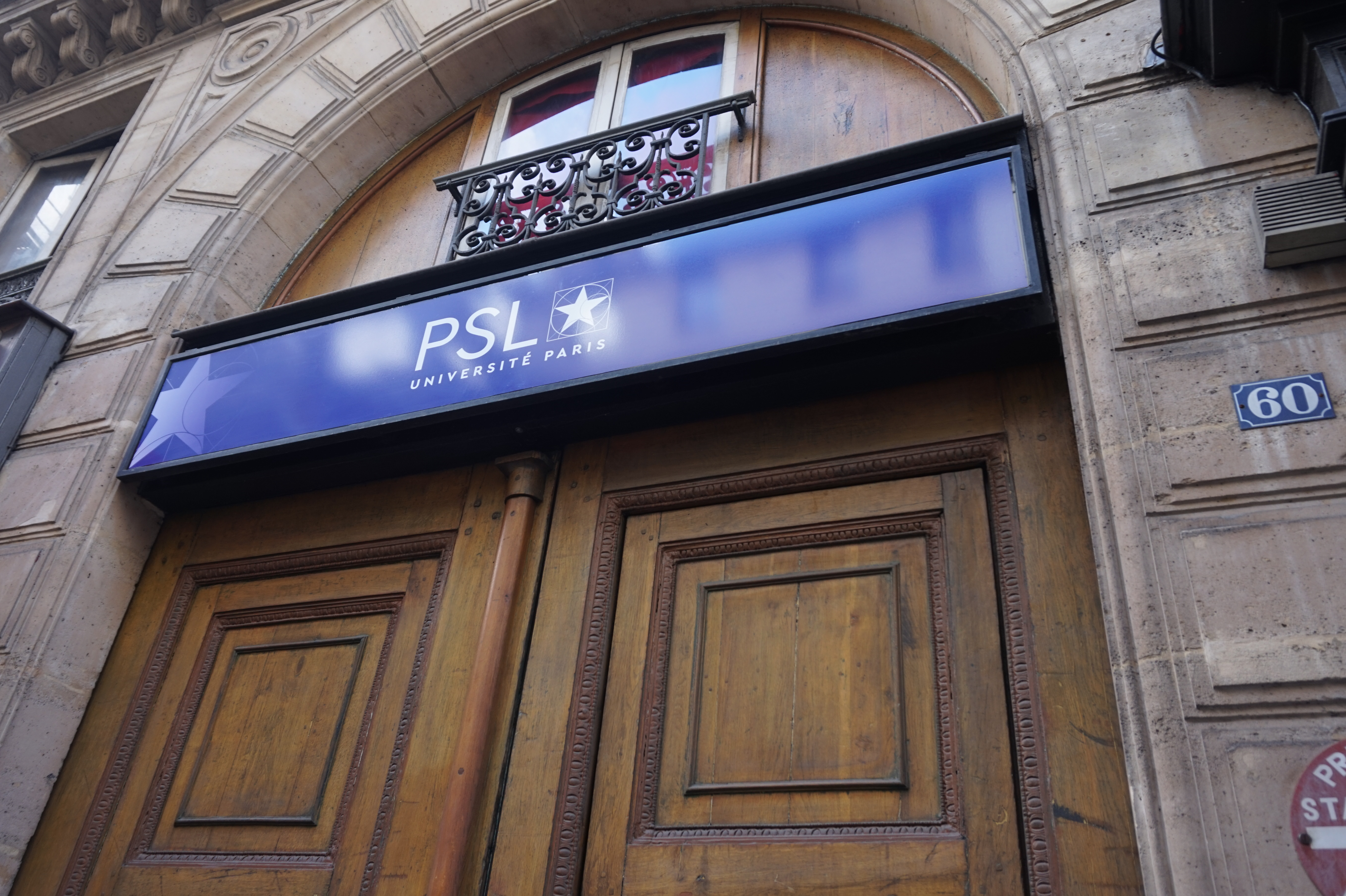
PSL 대학교 본부 외관

PSL 대학교(프랑스어: Université PSL)는 프랑스에 있는 국립 그랑제꼴이 연합한 대학교이다. 이 학교의 국문명은 파리 과학·인문학대학교 또는 파리 문리대학교(프랑스어: Université Paris Sciences et Lettres)이다.
PSL은 프랑스를 이끌어가는 명문 그랑제꼴이 모여 설립된 연방제 대학 연합체를 이루고 있다. 그랑제꼴은 소수정예라는 장점이 있지만 규모의 한계점이 있기 때문에 이를 해결하기 위해서 PSL을 구성하는 그랑제꼴들이 연구협력 증진을 도모하고 있으며, 자체적인 행정 수행을 하고 있다. 연방제 대학 연합체의 형식으로 수행되는 대표적인 학교는 하버드 대학, 케임브리지 대학 등이 있다.
PSL은 다수의 수상자를 내었는데, 물리학(11명), 화학(6명), 생리의학(4명), 문학(4명), 경제분야(4명)에서 총 29명의 노벨상 수상자를 내었다. 수학분야의 노벨상인 필즈상과 아벨상은 각각 10명과 3명의 수상자를 내었다. 또한, 세자르상(César) 50명, 몰리에르상(Molière) 79명, CNRS 금메달 48명의 수상자를 내었다.
각종 세계대학평가에 의하면 PSL은 세계 순위 20위권 내지 40위권(프랑스 국내순위 1위)으로 평가된다. 2021/2022년 타임스 고등교육 세계 대학 평가와 QS 세계 대학 순위에서 분석한 세계대학평가에서 각각 세계 순위 40위(프랑스 순위 1위)와 44위(프랑스 순위 1위)에 등극되었다. 세계 대학 학술 순위(ARWU)는 2020/2021년에 세계대학순위 36위, 프랑스 순위 2위로 발표했다. CWUR 세계대학랭킹은 2020/2021년에 PSL을 세계대학순위 21위, 프랑스 순위 1위로 평가했다. 또한, 타임스 고등교육 세계 대학 평가와 QS 세계 대학 순위는 2020/2021년 세계 신흥대학평가 부문과 관련하여서 PSL을 각각 세계 2위(프랑스 1위)와 세계 5위(프랑스 1위)로 발표했다.
2017년도 기준으로 교수진 약 4,500명, 학생 약 20,000명, 181개 연구실로 구성되어 있고 공학, 종양학, 자연과학, 공연예술, 인문학 등을 포함한 여러 분야에서 교육, 학습, 연구가 이루어진다. 파트너로서 케임브리지 대학교, 유니버시티 칼리지 런던, 로잔 연방 공과대학교, 컬럼비아 대학교, 뉴욕 대학교, 캘리포니아 대학교 버클리, 베이징 대학, 칭화 대학, 홍콩 과기대학, 호주국립대학교 등 세계적인 명문 대학교들과 학술 및 연구 교류 협약을 체결했다.

## 구성기관
PSL은 중간 규모의 대학교로서 아래와 같이 자연과학, 공학, 인문학 및 사회과학, 예술 분야에 걸쳐 저명한 국립 그랑제꼴로 구성되어 있다. CNRS, INRIA, INSERM은 협력연구기관으로 참여하고 있다.
- 자연과학:
  - 콜레주 드 프랑스(프랑스어: Collège de France)
  - 고등사범학교 (파리)(프랑스어: ENS - École normale supérieure)
  - 파리 천문대(프랑스어: Observatoire de Paris)
  - 퀴리 연구소 (프랑스어: Curie Institute)
  - 생물물리화학연구소 (프랑스어: IBPC - Institut de Biologie Physico-Chimique)
- 공학:
  - 파리 국립광업학교(영어: MINES ParisTech, 프랑스어: École nationale supérieure des mines de Paris)
  - 파리 고등물리화학산업학교 (영어: ESPCI ParisTech, 프랑스어: École supérieure de physique et de chimie industrielles de la ville de Paris)
  - 프랑스 국립화학학교 (영어: Chimie ParisTech, 프랑스어: École nationale supérieure de chimie de Paris)
- 인문학 및 사회과학:
  - 국립고문서학교(프랑스어: École nationale des chartes)
  - 고등연구실습원(프랑스어: École Pratique des Hautes Études, 영어: EPHE)
  - 프랑스국립극동연구원(프랑스어: EFEO - École française d'Etrême-Orient)
  - 사회과학고등연구원(프랑스어: EHESS - École Pratique des Hautes Études)
  - 루이 바쏄리에 연구소 (프랑스어: Institut Louis Bachelier)
  - 파리 도핀 대학 (프랑스어: Université Paris-Dauphine)
- 예술학:
  - 프랑스 국립고등 연극학교 (프랑스어: Conservatoire national supérieur d'art dramatique)
  - 파리 음악원(프랑스어: Conservatoire national supérieur de musique et de danse de Paris)
  - 국립장식미술고등사범학교 (프랑스어: École nationale supérieure des arts décoratifs)
  - 프랑스 국립 고등 미술학교 (프랑스어: Beaux-Arts de Paris)
  - 라 페미스 (프랑스어: La Fémis)
- 협력연구기관:
  - 프랑스 국립과학연구센터(프랑스어: CNRS)
  - 국립정보기술자동화연구소 (프랑스어: INRIA)
  - 국립 보건의학 연구소 (프랑스어: Inserm - Institut national de la santé et de la recherche médicale)

## 노벨상 및 필즈상 수상자
- 세르주 아로슈 – 노벨 물리학상 – 2012
- 알베르 페르 – 노벨 물리학상 – 2007
- 클로드 코엔타누지 – 노벨 물리학상 – 1997
- 조르주 샤르파크 – 노벨 물리학상 – 1992
- 피에르질 드 젠 – 노벨 물리학상 – 1991
- 루이 네엘 – 노벨 물리학상 – 1970
- 알프레드 카스틀레르 – 노벨 물리학상 – 1966
- 장 바티스트 페랭 – 노벨 물리학상 – 1926
- 가브리엘 리프만 – 노벨 물리학상 – 1908
- 마리 퀴리 – 노벨 물리학상 – 1903
- 피에르 퀴리 – 노벨 물리학상 – 1903
- 장마리 렌 – 노벨 화학상 – 1987
- 프레데리크 졸리오퀴리 – 노벨 화학상 – 1935
- 이렌 졸리오퀴리 – 노벨 화학상 – 1935
- 폴 사바티에 – 노벨 화학상 – 1912
- 마리 퀴리 – 노벨 화학상 – 1911
- 앙리 무아상 – 노벨 화학상 – 1906
- 장 도세 – 노벨 생리학·의학상 – 1980
- 자크 모노 – 노벨 생리학·의학상 – 1965
- 프랑수아 자코브 – 노벨 생리학·의학상 – 1965
- 샤를 니콜 – 노벨 생리학·의학상 – 1928
- 장 폴 사르트르 – 노벨 문학상 – 1964
- 로제 마르탱 뒤 가르 – 노벨 문학상 – 1937
- 앙리 베르그송 – 노벨 문학상 – 1927
- 로맹 롤랑 – 노벨 문학상 – 1915
- 에스테르 뒤플로 – 노벨 경제학상 – 2019
- 장 티롤 – 노벨 경제학상 – 2014
- 모리스 알레 – 노벨 경제학상 – 1988
- 제라르 드브뢰 – 노벨 경제학상 – 1983
- 세드리크 빌라니 – 필즈상 – 2010
- 응오바오쩌우 – 필즈상 – 2010
- 벤델린 베르너 – 필즈상 – 2006
- 로랑 라포르그 – 필즈상 – 2002
- 장크리스토프 요코즈 – 필즈상 – 1994
- 피에르루이 리옹 – 필즈상 – 1994
- 알랭 콘 – 필즈상 – 1982
- 르네 톰 – 필즈상 – 1958
- 장피에르 세르 – 필즈상 – 1954
- 로랑 슈바르츠 – 필즈상 – 1950

## 위상
|           | THE                   | QS                    | ARWU                  | CWUR                  |
| --------- | --------------------- | --------------------- | --------------------- | --------------------- |
| 2022/2023 | -                     | 세계 26위, 프랑스 1위 | -                     | 세계 19위, 프랑스 1위 |
| 2021/2022 | 세계 40위, 프랑스 1위 | 세계 44위, 프랑스 1위 | 세계 38위, 프랑스 3위 | 세계 21위, 프랑스 1위 |
| 2020/2021 | 세계 46위, 프랑스 1위 | 세계 52위, 프랑스 1위 | 세계 36위, 프랑스 2위 | 세계 21위, 프랑스 1위 |
| 2019/2020 | 세계 45위, 프랑스 1위 | 세계 53위, 프랑스 1위 | -                     | -                     |

## 갤러리

Bibliothèque de l’EPHE, Collège Sainte Barbe
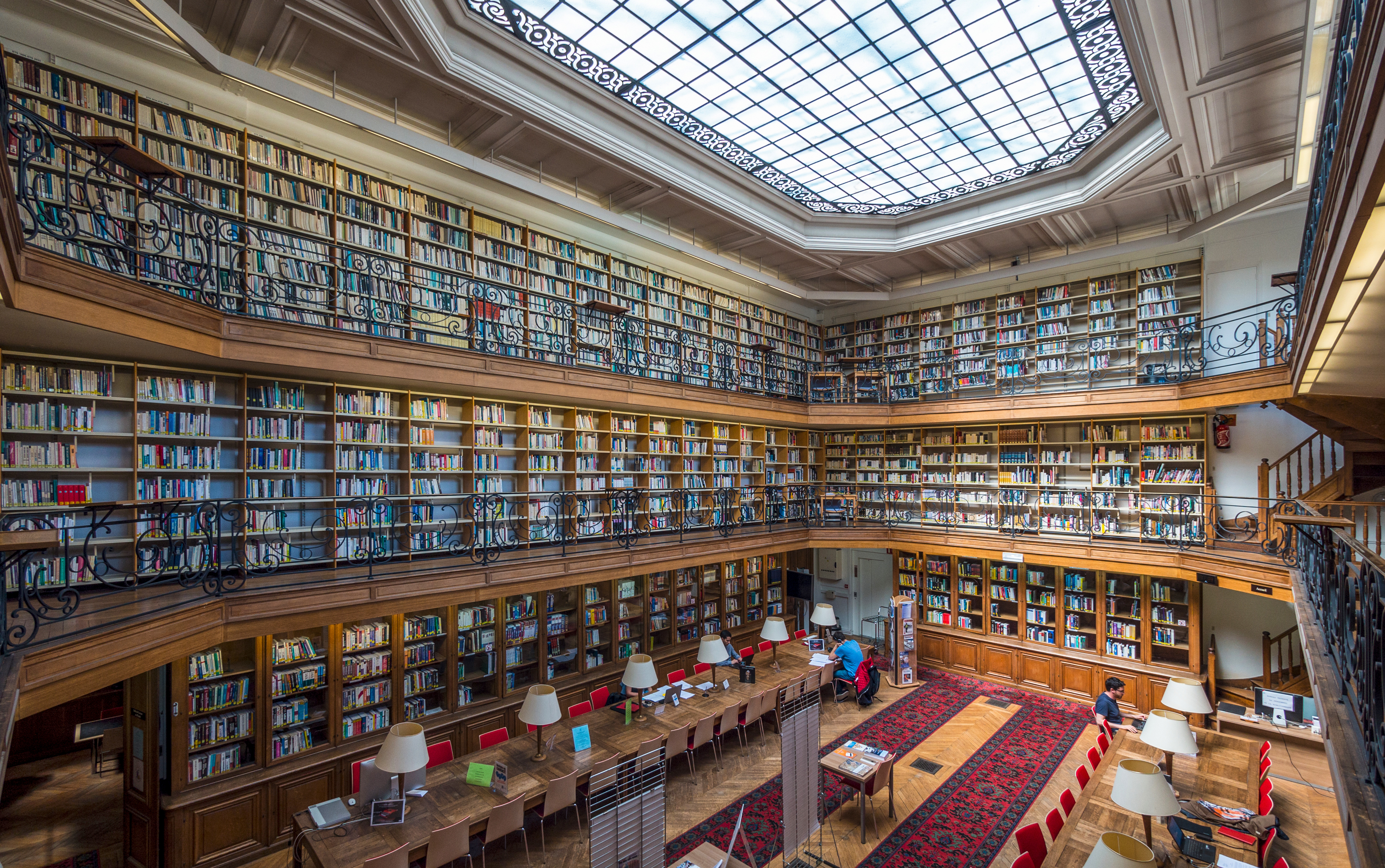
Bibliothèque de MINES ParisTech
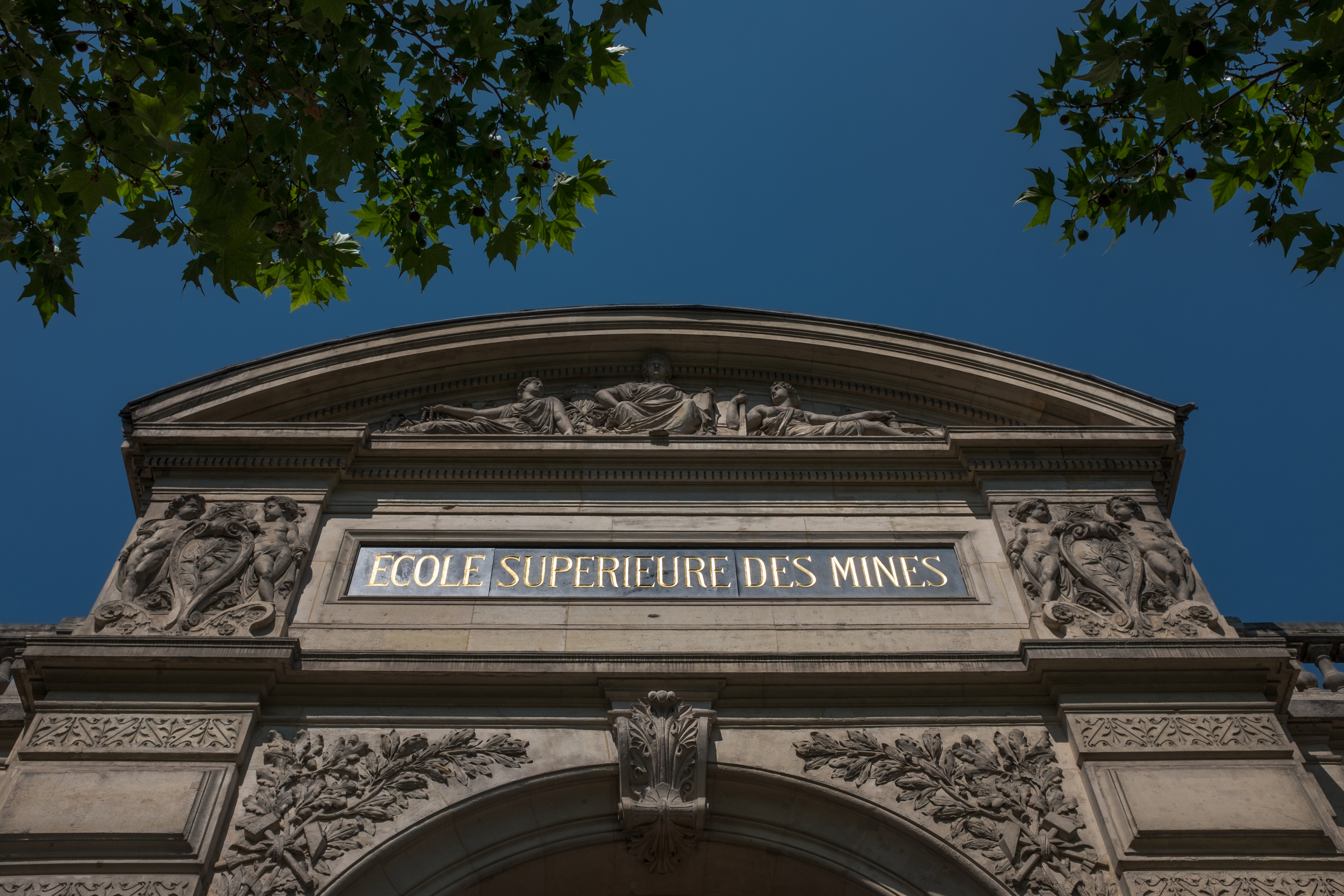
Fronton Ecole Supérieure des Mines
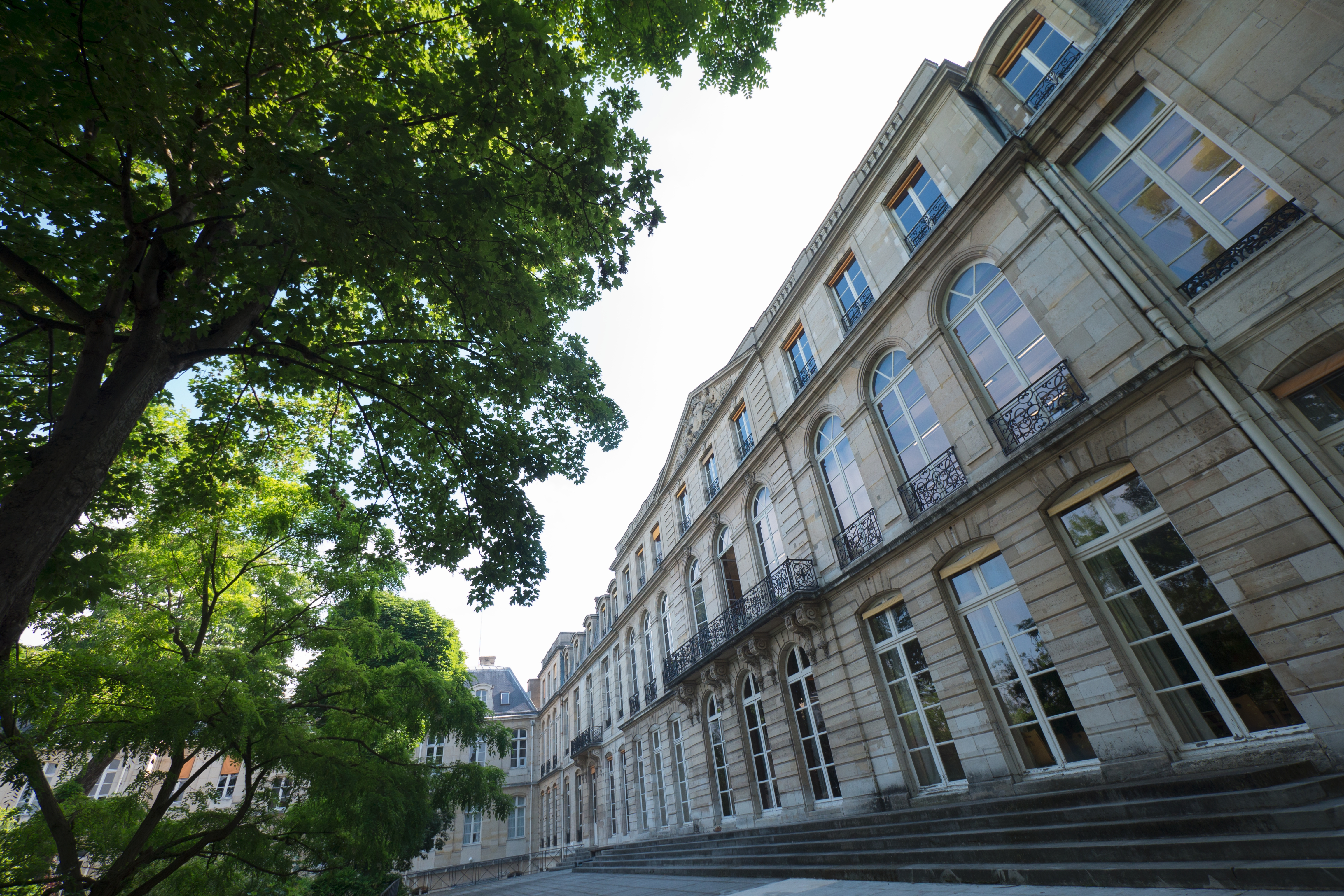
Cour de MINES
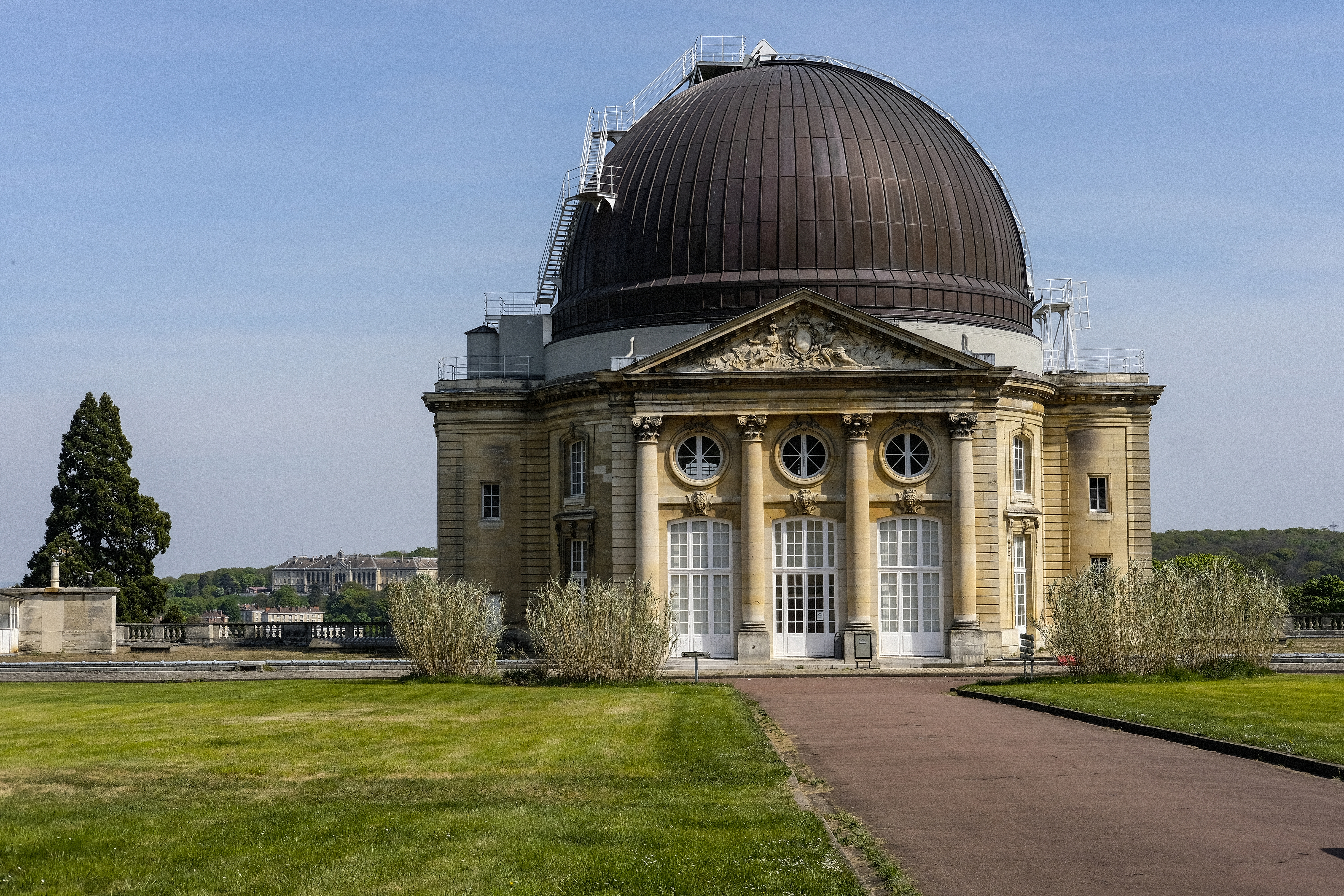
Bâtiment Observatoire de Paris - site de Meudon
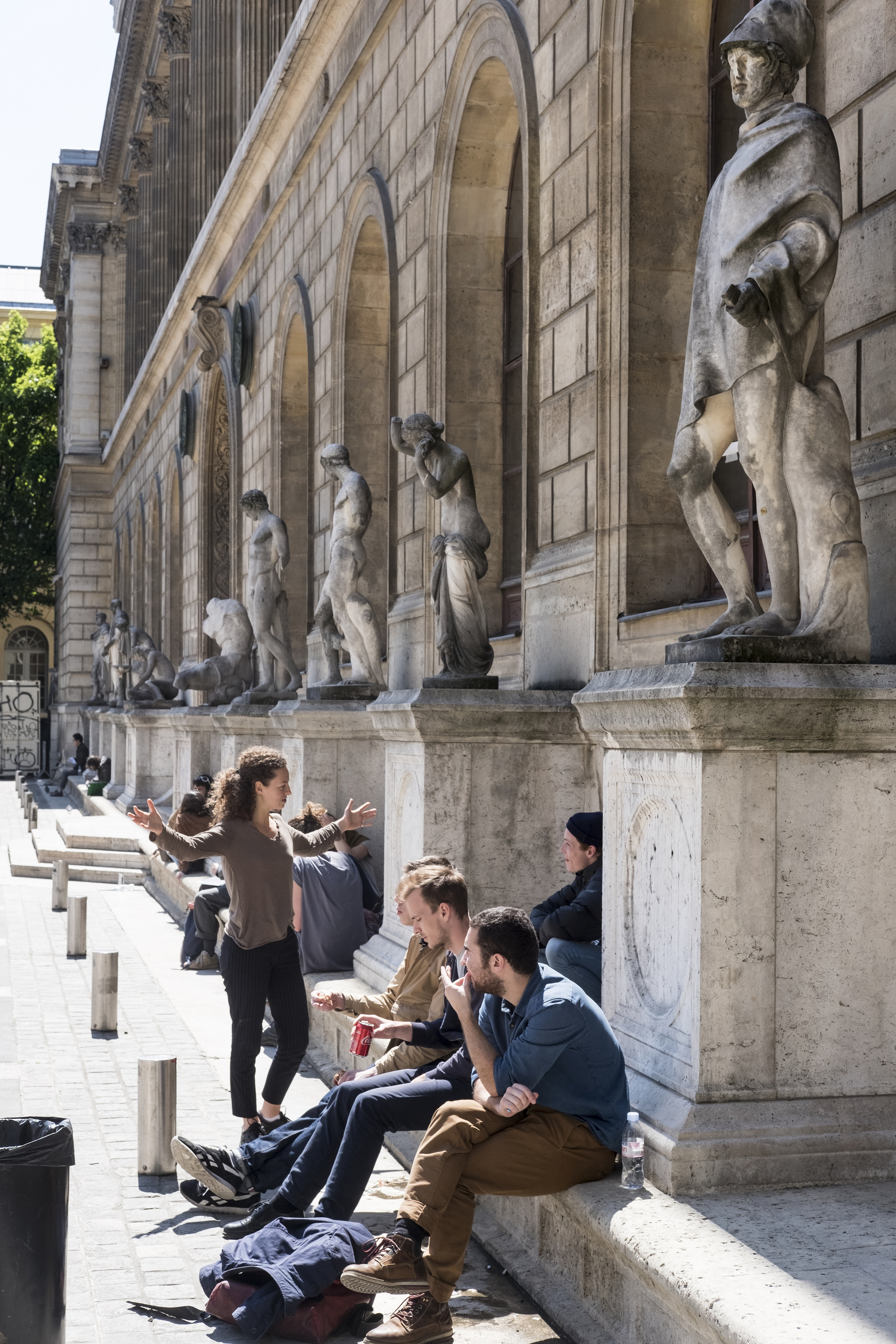
Etudiants dans la cour - Beaux Arts de Paris
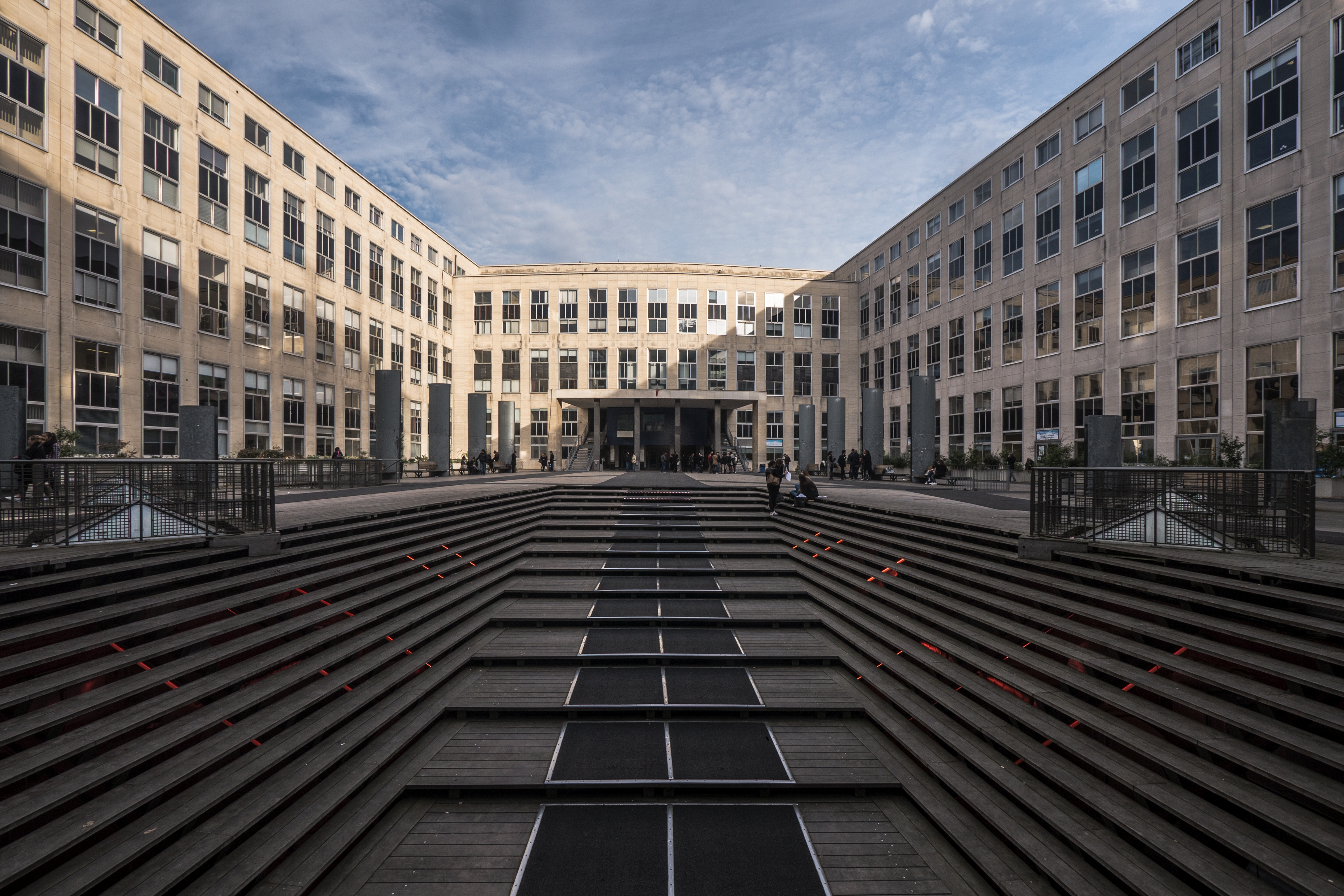
Dauphine - Cour centrale